# Кременчук (хокейний клуб)
ХК «Кременчук» — хокейний клуб з Кременчука. Заснований 9 червня 2010 року. Виступає в Українській хокейній лізі України. Дворазовий чемпіон України з хокею (2020, 2025), тричі вигравав регулярний сезон (2015, 2017, 2020). Домашні ігри проводить у Льодовій арені «Айсберг» (м. Кременчук).  Офіційні кольори клубу помаранчевий, чорний та білий.
Станом на 2025 рік ХК «Кременчук» є багаторазовим учасником національних змагань, який вигравав медалі у всіх чемпіонатах, в яких брав участь.

## Історія клубу
У Кременчуці почали грати в хокей відразу після відкриття автомобільного заводу КРАЗ (1945 рік), коли там був побудований відкритий хокейний майданчик. На початку 50-х років ХХ століття також були відкриті ковзанки з природним льодом у Крюкові на вагонному заводі та арені заводу Дормаш. Стали проводиться чемпіонати міста, області, республіканські змагання і турнір серед дітей «Золота шайба».

### Аматорська ліга
У 2007 році в Кременчуці був побудований перший хокейний відкритий майданчик зі штучним льодом «Афіни».
9 червня 2010 офіційно був створений хокейний клуб «Кременчук». На професійні рейки хокей в Кременчуці став після приходу в нього Мазура Сергія Володимировича, власника та генерального спонсора ХК «Кременчук» — ТОВ «Олександрія БліГ». Зібравши в один колектив місцевих хокейних любителів і знаменитих українських хокеїстів, що завершили професійну кар'єру, команда виграла три рази чемпіонат України серед аматорів. Багато з цих гравців стали фундаментом майбутньої професійної команди, або увійшли в керівництво, тренерський та адміністративний штаб ХК «Кременчук». В її складі виступали: президент команди Сергій Мазур, генеральний менеджер Олександр Савицький, директор Михайло Кириленко, головний тренер Дмитро Підгурський, тренер Ігор Архипенко, тренер воротарів Олексій Короткий та дитячий тренер Герман Десятников.
25 лютого 2012 року в Кременчуці за адресою вул. Київська, 77 відбулося урочисте відкриття льодового комплексу «Айсберг» на 310 глядацьких місць. Поява критої льодової ковзанки надало кременчужанами можливість займатися популярними видами зимового спорту: хокеєм та фігурним катанням. Критий льодовий комплекс «Айсберг» був побудований виключно на спонсорські кошти.
ХК «Кременчук» не став форсувати події, почав розвиватися поетапно.

### Виступи у чемпіонатах Білорусі
У сезоні-2012/13 кременчужани заявилися в Юніорську лігу Білорусі (1995-96 р.н.). Команду очолили наставники юніорської збірної України — Олександр Валерійович Савицький і Архипенко Ігор Миколайович. У ХК «Кременчук» були зібрані талановиті юніори з усієї України, основою якого стала київська «Крижинка-95», чемпіон України в своєму віці. Кременчужани перемогли в 30 матчах з 40 в першості Білорусі і завоювали срібні медалі серед одинадцяти учасників. ХК «Кременчук» став базовою командою юніорської збірної України. На чемпіонаті світу 2013 року до складу юніорської збірної України увійшли 15 гравців «Кременчука» з 22-х.
У сезоні-2013/14 Олександр Савицький став генеральним менеджером ХК «Кременчук», а на посаду головного тренера був запрошений Дмитро Іванович Підгурський, який має досвід роботи в таких командах як київські «Беркут» і «Поділ», тренував молодіжну збірну України. Команда почала виступати і у Вищій лізі Білорусі, де достроково завоювала місце в плей-офф. Але в лютому 2014 року через складну політичну ситуацію в Україні, вимушена була знятися зі змагань (білоруські клуби відмовилися приїжджати на матчі в Україну). Команда до цього моменту йшла на п'ятому місці в регулярному чемпіонаті, здобувши 31 перемогу в 44 матчах. Кращим бомбардиром команди з 50 (25 + 25) очками став Іван Підгурський. Одночасно ХК «Кременчук-2» під керівництвом Євгена Аліпова, Ігоря Архипенко та Юрія Павлова продовжувала грати в юніорській лізі Білорусі серед хокейних клубів 1996-97 р.н., здобувши 14 перемог в 26 іграх, але також не догравши через наведену вище причину, сезон до кінця. Кременчужанам були зараховані 14 технічних поразок, але незважаючи на це команда посіла восьме підсумкове місце серед одинадцяти учасників. У юніорській збірній України на чемпіонаті світу 2014 року виступали 2 хокеїста «Кременчука», а за молодіжну — 9.

### Чемпіонат України з хокею
З сезону 2014/15 ХК «Кременчук» дебютував в чемпіонаті України. Команда достроково перемогла в регулярному чемпіонаті, вигравши в 11 іграх з 12. Кращим бомбардиром регулярного чемпіонату став кременчуцький нападник Владислав Луговий — 26 (15 + 11) очок. У півфіналі кременчужани проявили характер, вирвавши перемогу в серії у харківського «Витязя» 2: 1 (2: 3, 6: 3, 5: 4). Але в драматичному фіналі ХК «Кременчук» поступився київському АТЕК в серії 1: 2 (4: 2; 2: 3; 3: 4ОТ). У результаті кременчужанам у дебютному для них чемпіонаті України дісталися срібні медалі. Кращим бомбардиром плей-офф став форвард «Кременчука» Володимир Чердак — 11 (5 + 6) очок. Відзначимо, що в складі команди вперше в історії міста на професійному рівні зіграв корінний кременчужанин — нападник Артем Захарченко (1998 р.н.). Хокеїсти «Кременчука» доросли і до національної збірної України! У польському Кракові на чемпіонаті світу 2015 роки за першу команду країни зіграли два хокеїста «Кременчука» — воротар Едуард Захарченко та нападник Сергій Кузьмик.
На кваліфікаційному турнірі до Олімпіади-2018 у японському Саппоро в національній збірній України зіграли сім гравців ХК «Кременчук»: воротар — Михайло Шевчук, захисники — Денис Ісаєнко, Володимир Романенко, нападники — Севастян Карпенко, Владислав Луговий, Юрій Петранговський, Антон Бойков.
23-24 травня 2015 року на хокейному майданчику «Айсберг» пройшов «Відкритий Кубок Кременчука», в якому взяли участь найсильніші українські хокеїсти. У фіналі ХК «Кременчук» переміг київський «Дженералз» 5: 1.
У листопаді 2015 роки команда з Кременчука вийшла на європейський рівень — кременчужани зіграли у французькому місті Руан в півфінальному раунді в Континентальному Кубку 2016, де зайняли четверте місце.
4 серпня 2015 року генеральний менеджер ХК «Кременчук» Олександр Савицький на Виконкомі Федерації хокею України був призначений головним тренером національної збірної України. Помічником головного тренера став Дмитро Підгурський, тренером воротарів Павло Міхонік, генеральним менеджером Сергій Мазур.
На чемпіонаті світу 2016 року в Хорватії (Дивізіон 1В) національна збірна України виграла золоті медалі і піднялася до Дивізіону 1А. Чемпіонами світу стали сім хокеїстів і тренерський штаб хокейного клубу «Кременчук». Це воротар Михайло Шевчук; захисники: Віталій Андрейків, Кирило Жовнір, Денис Ісаєнко, Володимир Романенко; нападники: Юрій Петранговський і Дмитро Чернишенко. Головний тренер — Олександр Савицький, тренери — Дмитро Підгурський і Павло Міхонік, генеральний менеджер — Сергій Мазур (всі — ХК «Кременчук»).
У сезоні-2015/16 кременчуцька команда зайняла в чемпіонаті України третє місце.
З 11 по 13 серпня в Кременчуці відбувся Kremenchuk Open Cup 2016, в якому кременчуцька команда обіграла всіх трьох суперників: «Білий Барс» (Біла Церква) 7:1, «Кривбас» (Кривий Ріг) 4:0 і «Донбас» (Донецьк) 4:2, і з 9 очками стала другий рік поспіль переможцем турніру.

### Українська хокейна ліга
10 вересня 2016 року ХК «Кременчук» стартував в Українській хокейній лізі. Кременчужани виграли регулярний чемпіонат, набравши 99 очок (82,5 %) в 40 іграх. Стільки ж балів у «Донбасу», але за рахунок кращого показника в особистих зустрічах (13 очок проти 11) перше місце дісталося підопічним Олександра Савицького та Дмитра Підгурського. У півфіналі плей-оф команда з берегів Дніпра обіграла київський «Дженералз» в серії 4-0 (6: 2, 7: 0; 8: 1; 8: 1), а в драматичному фіналі УХЛ програли «Донбасу» в серії 2 4 (1: 3; 4: 3ОТ; 1: 3; 1: 2; 4: 1; 1: 2). ХК «Кременчук» вдруге в історії став володарем срібних медалей чемпіонату України.
Десять гравців кременчуцької команди зіграли на чемпіонаті світу 2017 року Києві: воротар — Едуард Захарченко, захисники — Дмитро Ігнатенко, Денис Ісаєнко, Володимир Варивода, нападники — Сергій Кузьмик, Артем Гніденко, Юрій Петранговський, Владислав Гаврик, Дмитро Чернишенко і Георгій Кіча.
ХК «Кременчук» у 2017 році виграв чемпіонат і Кубок міста серед аматорів. У червні Кубок в Богуславі. За кременчужан виступали президент ХК «Кременчук» Сергій Мазур, генеральний менеджер Олександр Савицький, директор СК «Айсберг» Герман Десятников, технік по формі Володимир Олійник, доктор Олег Космінюк, інструктор з катання Юрій Яцуха, працівники СК «Айсберг» Лозовський Олександр, Грицан Володимир, Валерій Рижков і Ігор Лисун, дитячий тренер 2008-09 гр Андрій Смирнов.
У квітні 2018 року хокеїст клубу Гліб Кривошапкін виступив за Юніорську збірну України з хокею із шайбою (Перший дивізіон групи B). Він забив дві шайби у ворота австрійців (15 квітня, друга гра). Але був травмований на третій грі (усього п'ять зустрічей) проти команди Угорщини, через що не брав участь у інших поєдинках.
20 жовтня 2020 «Кременчук», перегравши в сьомому поєдинку фінальної серії плей-оф УХЛ в овертаймі донецький «Донбас», вперше в своїй історії виграв національний чемпіонат із хокею.

## Інші хокейні команди

### Молодіжка
ХК «Кременчук» приділяє багато уваги вихованню майбутнього покоління. У місцевій хокейній школі займаються понад 300 юних хокеїстів. У сезоні 2014/15 ХК «Кременчук» вперше зіграв у першості України серед дитячо-юнацьких команд 2002-03 р.н., посівши п'яте місце серед шести учасників. На майданчику «Айсберга» постійно проводяться всеукраїнські змагання. Тільки в травні 2015 року пройшли всеукраїнські змагання на «Кубок Перемоги» і «Кубок Кременчука». Крім господарів в ньому брали участь команди з Києва, Харкова, Дніпропетровська, Вінниці, Білої Церкви та Одеси. З сезону 2016/17 в Кременчуці створена Придніпровська хокейна ліга серед команд 2006 р.н., де виступає і кременчуцька команда.
Команда ДЮСШ «Кременчук» у чемпіонаті України U-14 сезону-2015/16 посіла 4 місце серед 7 учасників.

### Аматорська ліга
Не забуває ХК «Кременчук» і про аматорський хокей. У сезоні-204/15 у Відкритій першості міста взяли участь 12 команд. У грі за 3-е місце «Кремінь» зумів вирвати перемогу у «Айсберга» 5: 3, а в фіналі «Кременчук» довів свою перевагу над «фізкультурниками», перемігши з рахунком 3: 1.
У сезоні 2015-16 рр в Відкритому чемпіонаті м. Кременчук взяли участь вісім команд. ХК «Кременчук» — вигравши у всіх 14 іграх і набравши 42 очка — став чемпіоном! На другому місці «Фізкультурник», третьому — «Кремінь».
Ветерани ХК «Кременчук» в червні 2016 року виграли Fenix cup в Барселоні.

## Домашня арена
ХК «Кременчук» проводить домашні матчі на арені «Айсберг». 25 лютого 2012 у Кременчуці за адресою вул. Київська, 77 відбулося урочисте відкриття льодового комплексу «Айсберг» на 310 глядацьких місць. Ініціатором та спонсором будівництва ковзанки став керівник ТМ «Олександрія» Сергій Мазур. Ковзанка була неофіційно відкрита 5 лютого 2012 року двома хокейними матчами (перший — між ХК «Кальвадос-1» з Полтави та «Кремнем» ім. Литвина, другий — між і ХК «Кременчук» та ХК «Кальвадос-1») .
На найкращу назву ковзанки був організований конкурс. Переможців у підсумку виявилося четверо — це Олександр Зорін, Поліна Замерец, Галина Криворучко і Володимир Галабудський.
У 2017-2018 роках на арені пройшла реконструкція. Було збільшено висоту будівлі, що дозволило створити VIP-зону та розширити трибуну з 310 до 900 глядацьких місць.

## Досягнення
Чемпіонат України
- Чемпіон України (2): 2020[2], 2025
- Срібний призер чемпіонату України (6): 2015, 2017, 2018, 2022, 2023, 2024
- Бронзовий призер чемпіонату України (3): 2016, 2019, 2021
- Переможець регулярного сезону (3): 2015, 2017, 2020

Кубок України
- Володар (1): 2023
- Фіналіст (1): 2022

## Склад команди
Основні скорочення:
А — асистент, К — капітан, Л — ліва, П — права, ЛК — лівий крайній, ПК — правий крайній, Ц — центровий,  — травмований.
Станом на 25 січня 2018
| Воротарі | Воротарі | Воротарі         | Воротарі | Воротарі        | Воротарі         |
| #        | Країна   | Гравець          | Захват   | Дата народження | Місце народження |
| -------- | -------- | ---------------- | -------- | --------------- | ---------------- |
| 33       | Україна  | Віталій Власенко | Л        | 13 січня 1997   | Київ, Україна    |
| 35       | Україна  | Микита Петленко  | Л        | 2 лютого 1999   | Київ, Україна    |
| 99       | Україна  | Артем Калашник   | Л        | 10 серпня 1999  | Київ, Україна    |

| Захисники | Захисники | Захисники          | Захисники | Захисники       | Захисники             |
| #         | Країна    | Гравець            | Кидок     | Дата народження | Місце народження      |
| --------- | --------- | ------------------ | --------- | --------------- | --------------------- |
| 5         | Україна   | Микита Савицький   | Л         | 3 липня 1999    | Київ, Україна         |
| 7         | Україна   | Данило Козачук     | Л         | 1 травня 1999   | Київ, Україна         |
| 13        | Росія     | Владислав Грицких  | П         | 6 липня 1995    | Красноярськ, Росія    |
| 19        | Україна   | Олександр Боєвих   | Л         | 9 травня 1995   | Подгориця, Чорногорія |
| 29        | Україна   | Іоан Руганов       | Л         | 27 січня 1999   | Київ, Україна         |
| 48        | Україна   | Олександр Горлушко | Л         | 24 серпня 1999  | Київ, Україна         |
| 53        | Україна   | Богдан Наливайко   | Л         | 20 вересня 2000 | Харків, Україна       |

| Нападники | Нападники | Нападники                 | Нападники | Нападники       | Нападники           | Нападники |
| #         | Країна    | Гравець                   | Кидок     | Дата народження | Місце народження    |           |
| --------- | --------- | ------------------------- | --------- | --------------- | ------------------- | --------- |
| 10        | Україна   | Дмитро Чорний             | Л         | 14 січня 1999   | Київ, Україна       |           |
| 11        | Україна   | Антон Бойков              | Л         | 16 жовтня 1995  | Київ, Україна       |           |
| 17        | Україна   | Сергій Алексанян-Петрович | Л         | 20 липня 1997   | Харків, Україна     |           |
| 23        | Україна   | Тимур Гриценко            | П         | 1 березня 1996  | Херсон, Україна     |           |
| 25        | Україна   | Дмитро Чернишенко         | П         | 10 травня 1994  | Херсон, Україна     |           |
| 27        | Росія     | Олексій Красильніков      | Л         | 6 лютого 1997   | Новокузнецьк, Росія |           |
| 28        | Україна   | Богдан Поліщук            | Л         | 15 серпня 1999  | Київ, Україна       |           |
| 34        | Україна   | Артем Шиманський          | П         | 22 жовтня 1999  | Київ, Україна       |           |
| 55        | Україна   | Олексій Костюк            | Л         | 21 квітня 1995  | Владімір, Росія     |           |
| 61        | Україна   | Руслан Єфімочкін          | Л         | 24 червня 1999  | Донецьк, Україна    |           |
| 63        | Україна   | Антон Рубан               | Л         | 7 серпня 1998   | Київ, Україна       |           |
| 73        | Україна   | Єгор Шах                  | Л         | 21 червня 1999  | Київ, Україна       |           |
| 82        | Україна   | Гліб Крівошапкін          | Л         | 10 травня 2000  | Харків, Україна     |           |
| 91        | Україна   | Севастян Карпенко         | Л         | 31 серпня 1993  | Херсон, Україна     |           |

### Керівництво
- Президент — Мазур Сергій Володимирович
- Генеральний менеджер — Олександр Савицький
- Спортивний директор — Михайло Кириленко

### Тренерський штаб
- Головний тренер — Олександр Савицький